# Colonia Plenitud
Colonia Plenitud är en ort i Mexiko.   Den ligger i kommunen Fresnillo och delstaten Zacatecas, i den centrala delen av landet, 600 km nordväst om huvudstaden Mexico City. Colonia Plenitud ligger 2 060 meter över havet och antalet invånare är 1 233.
Terrängen runt Colonia Plenitud är huvudsakligen platt, men västerut är den kuperad. Runt Colonia Plenitud är det ganska glesbefolkat, med 38 invånare per kvadratkilometer. Närmaste större samhälle är El Salto, 4,2 km söder om Colonia Plenitud. Trakten runt Colonia Plenitud består till största delen av jordbruksmark.